# Олимпиада (диаконисса)
Диакони́сса Олимпиа́да — христианская святая, дева Константинопольская. Пострадала и умерла в заточении за преданность Иоанну Златоусту. Канонизирована в лике праведных. День памяти — 25 июля по юлианскому календарю.

## Тропарь
Тропарь, глас 4:
Расточи́вши бога́тство,/ соверше́нным умо́м/ после́довала еси́ Христу́/ доброде́тельнаго ра́ди жи́тельства,/ пра́ведная и всехва́льная:/ ты бо му́дрости внима́ющи Златоу́стове,/зла́та у́тварь яви́лася еси/ Церкве Христо́вы;// тем Госпо́дь тя, Олимпиа́до, прослави.